# Salen, Highland
Salen är en by på Salen Bay i Ardnamurchan, Highland, Skottland. Byn är belägen 5 km från Acharacle. Det har ett hotell och en butik.